# Béthune Town Cemetery
Le Béthune Town Cemetery est un cimetière de la Première Guerre mondiale situé à Béthune dans le département français du Pas-de-Calais. Le cimetière est entretenu par la Commonwealth War Graves Commission. 

## Histoire
Pendant la première partie de la guerre 14-18, Béthune a été relativement bien a l’écart des bombardements, la ville disposait d’un important nœud ferroviaire et d’un hôpital. La 33e Casualty Station s’était installé dans la ville jusqu’en décembre 1917. Au début 1918, Béthune a commencé à souffrir des tirs d’artillerie de l’armée allemande. En avril 1918, les forces allemandes atteignent Locon, à cinq kilomètres au nord. Le 21 mai 1918, de rage de ne pas avoir capturé Béthune, les allemands déclenchèrent un bombardement qui rasa quasiment la ville.

## Galerie

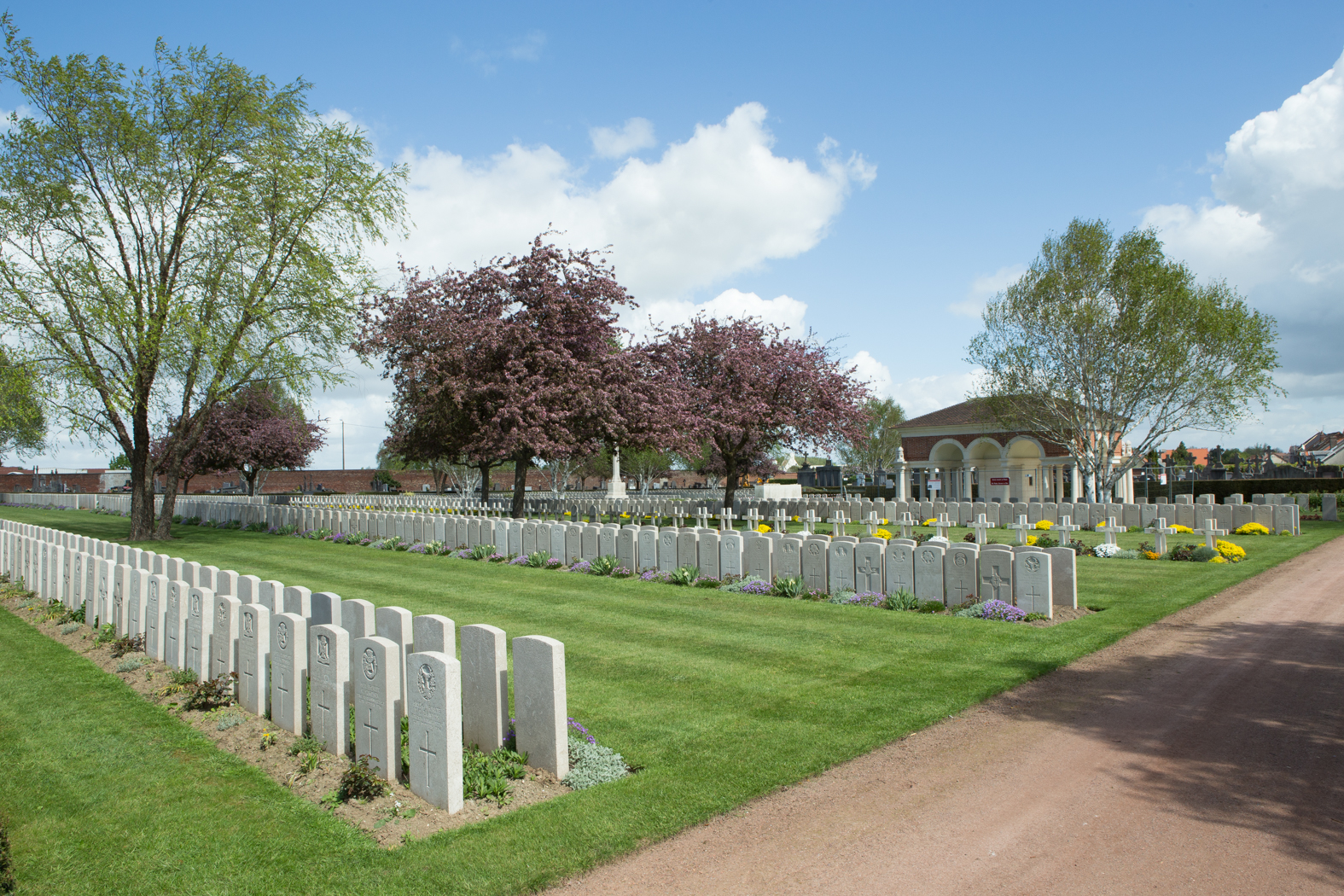
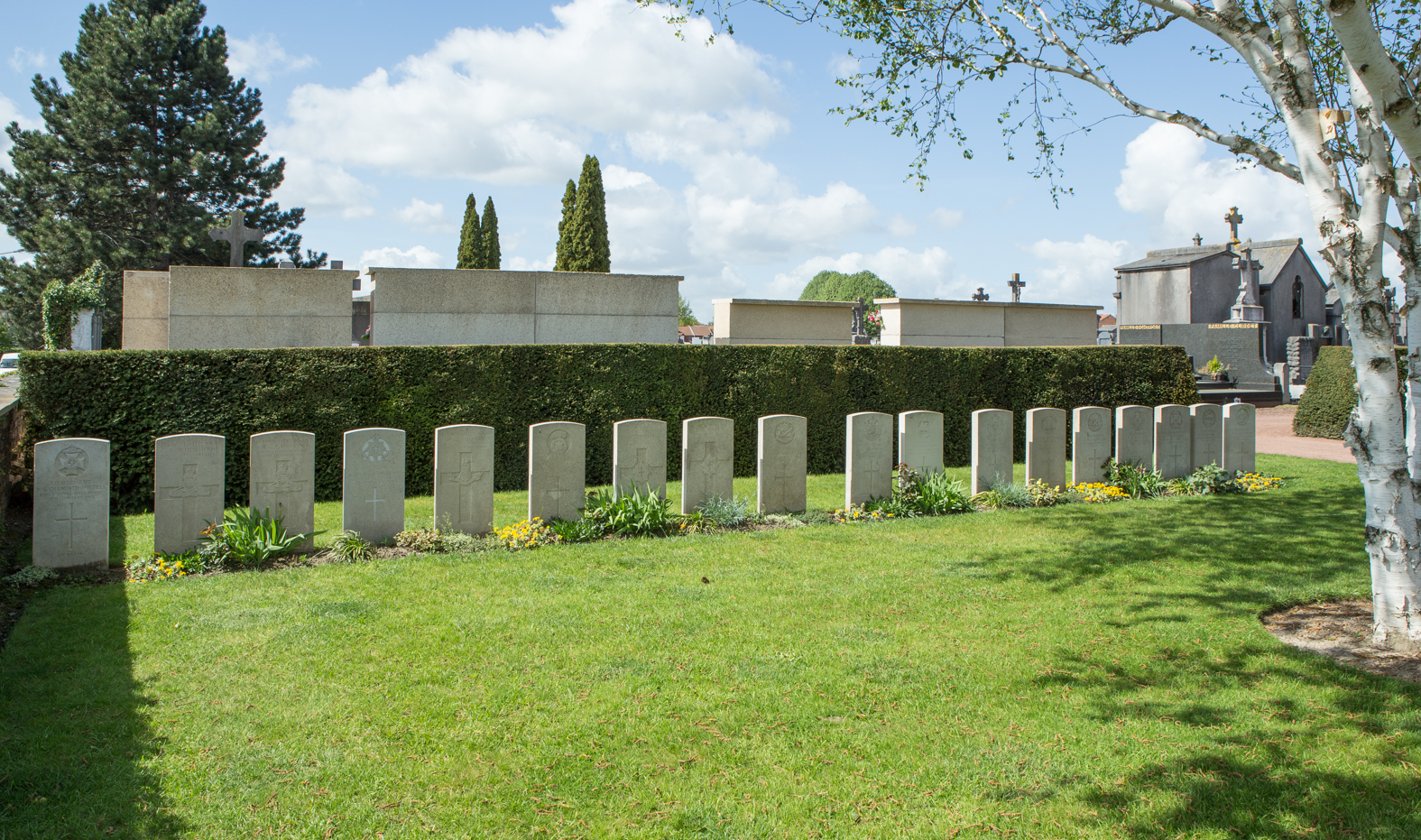
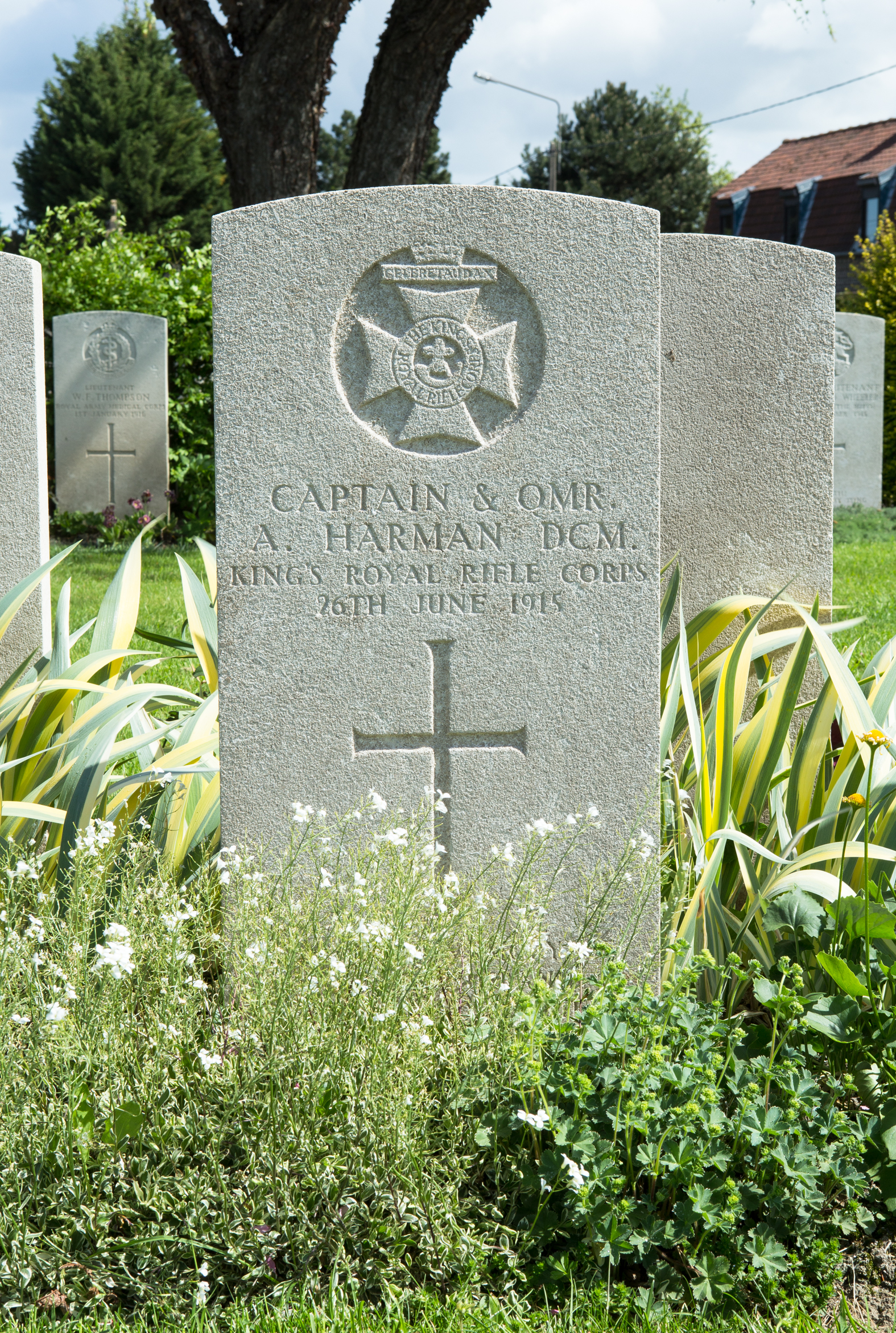

## Sépultures
| Pays        | Sépultures |
| ----------- | ---------- |
| Royaume-Uni | 2 923      |
| Canada      | 55         |
| Inde        | 26         |
| France      | 122        |
| Allemagne   | 87         |
| Total       | 3 295      |